# Herman Snellen
Herman Snellen, né à Zeist (Pays-Bas) le 19 février 1834 et mort à Utrecht (Pays-Bas) le 18 janvier 1908, est un ophtalmologiste néerlandais qui a imaginé le tableau de Snellen pour étudier et évaluer l'acuité visuelle en 1862.

## Biographie
Herman Snellen a repris la direction de l'hôpital des maladies de l'œil (nl) à Utrecht, succédant à Franciscus Donders.

## Liens externes

Tableau de Snellen.